# Antoine Cason
Antoine Brandon Cason (Long Beach, 9 luglio 1986) è un giocatore di football americano statunitense che gioca nel ruolo di cornerback per i Carolina Panthers della National Football League (NFL). Fu scelto nel corso del primo giro (27º assoluto) del Draft NFL 2008 dai San Diego Chargers. Al college ha giocato a football all’Università dell'Arizona.

## Carriera professionistica

### San Diego Chargers
Cason fu scelto nel corso del primo giro del Draft 2008 dai San Diego Chargers. Nella sua stagione da rookie giocò come titolare tutte le 16 partite della stagione regolare mettendo a segno il suo primo intercetto il 14 settembre ai danni di Jay Cutler dei Denver Broncos. Il secondo lo fece registrare su Jeff Garcia dei Tampa Bay Buccaneers ritornandolo per 59 yard in touchdown. La sua prima annata si concluse con 75 tackle e 2 intercetti.
Nella prima gara della stagione 2009, un Monday Night Football contro gli Oakland Raiders, Cason intercettò l'ultimo disperato tentativo di passaggio di JaMarcus Russell sigillando la vittoria da parte dei Chargers. Nella gara successiva intercettò Joe Flacco dei Baltimore Ravens ritornandolo per 22 yard. Cason giocò ancora tutte le partite della stagione regolare come titolare e anche l'unica gara di playoff dei Chargers, che vinsero la AFC West division per il secondo anno consecutivo.
Nella settimana 2 della stagione 2010, Cason mise a segno due intercetti su David Garrard dei Jacksonville Jaguars. Nella stagione 2011 dopo una gara contro i New York Jets fu brevemente messo in panchina dopo aver concesso tre touchdown su ricezione a Plaxico Burress, salvo riguadagnare il posto da titolare poche settimane dopo.

### Arizona Cardinals
Il 15 marzo 2013, Cason firmò un contratto annuale con gli Arizona Cardinals. I primi due intercetti con la nuova maglia li mise a segno nella vittoria della settimana 15 contro i Tennessee Titans ai supplementari, ritornandone uno in touchdown. A fine stagione non gli fu rinnovato il contratto.

### Carolina Panthers
Il 21 marzo 2014, Cason firmò con i Carolina Panthers. Nella prima gara con la nuova maglia mise subito a segno un intercetto su Josh McCown nella gara vinta contro i Tampa Bay Buccaneers. Nella successiva guidò i suoi con dieci tackle e forzò due fumble nella vittoria sui Lions.

## Palmarès
- Jim Thorpe Award - 2007
- Numero 5 ritirato dagli Arizona Wildcats

## Statistiche
| Tackle     | 332 |
| Sack       | 0   |
| Intercetti | 14  |

Statistiche aggiornate alla stagione 2013